# Charles Ludlam
Charles Braun Ludlam (Floral Park, 12 aprile 1943 – New York, 28 maggio 1987) è stato un commediografo, attore teatrale e regista teatrale statunitense. Tra i principali esponenti del Teatro del Ridicolo, vinse sei Obie Award (di cui uno alla carriera, consegnatoli poche settimane prima della morte), un Drama Desk Award, la Guggenheim Fellowship e il National Endowment for the Arts per la sua attività nei teatri d'avanguardia dell'Off-Off-Broadway e nell'Off-Broadway.

## Biografia
Figlio di Marjorie Braun e Joseph William Ludlam, nacque a Floral Park e crebbe a Greenlawn, avvicinandosi al teatro durante l'adolescenza. Dopo aver conseguito la laurea in letteratura drammatica all'Università Hofstra nel 1964, si trasferì a New York per unirsi alla compagnia teatrale Play-House of the Ridiculous di John Vaccaro, da cui si allontanò nel 1967 per fondare una propria compagnia, la Ridiculous Theatrical Company.
Nei vent'anni successivi scrisse, diresse e interpretò quasi una trentina di opere teatrali, caratterizzate da uno stile camp che affonda le radici nel mondo drag. Tra le sue numerose pièce, diverse erano adattamenti di classici: Turds in Hell (1969) era una riscrittura del Satyricon, Stage Blood (1975) un adattamento dell'Amleto, Der Ring Gott Farblonjet (1977) è una riscrittura dell'anello del Nibelungo, mentre Salammbo (1985) era un adattamento teatrale dell'omonimo romanzo di Gustave Flaubert.
Nel 1984 ottenne uno dei suoi maggiori successi con The Mystery of Irma Vep, una parodia del genere gotico in cui due attori (rigorosamente dello stesso sesso) interpretano una vasta gamma di personaggi. La pièce rimase in cartellone a New York per oltre quattordici mesi, fu riproposta a Londra nel 1990 e nel 1991 divenne l'opera teatrale più rappresentata negli Stati Uniti. Nel 2003 la commedia divenne l'opera teatrale rimasta in cartellone più a lungo (ben otto anni) nella storia del Brasile.
Dichiaratamente gay e legato sentimentalmente all'attore Everett Quinton, morì di AIDS nel 1987 all'età di quarantaquattro anni. Il coccodrillo pubblicato sul New York Times fu il primo nella storia del giornale a dichiarare espressamente che la causa di morte di una celebrità era la sindrome da immunodeficienza acquisita. Nel 2009 il suo nome è stato inserito nell'American Theater Hall of Fame.

## Opere
- Big Hotel (1967)
- Conquest of the Universe, or When Queens Collide (1968)
- Turds in Hell (1969)
- The Grand Tarot (1969)
- Bluebeard (1970)
- Eunuchs of the Forbidden City (1971)
- Corn (1972)
- Camille (1973)
- Hot Ice (1974)
- Stage Blood (1975)
- Tabu Tableaux (1975)
- Caprice (1976)
- Jack and the Beanstalk (1976)
- Der Ring Gott Farblonjet (1977)
- The Ventriloquist's Wife (1978)
- Utopia, Incorporated (1979)
- The Enchanted Pig (1979)
- Elephant Woman (1979)
- A Christmas Carol (1979)
- Reverse Psychology (1980)
- Love's Tangled Web (1981)
- Secret Lives of the Sexists (1982)
- Exquisite Torture (1982)
- Le Bourgeois Avant-Garde (1983)
- Galas (1983)
- The Mystery of Irma Vep (1984)
- How to Write a Play (1984)
- Salammbo (1985)
- The Artificial Jungle (1986)

## Filmografia parziale
- Pink Narcissus, regia di James Bidgood (1971)